# Villamayor de Gállego
Villamayor de Gállego – gmina w Hiszpanii, w prowincji Saragossa, w Aragonii, o powierzchni 89,36 km². W 2011 roku gmina liczyła 2838 mieszkańców.
Villamayor de Gállego uniezależnił się od Saragossy w 2006 roku.